# توماس گیبسون
توماس گیبسون (انگلیسی: Thomas Gibson؛ زاده ۳ ژوئیهٔ ۱۹۶۲) یک هنرپیشه، و کارگردان اهل ایالات متحده آمریکا است. وی از سال ۱۹۸۷ میلادی تاکنون مشغول فعالیت بوده‌است.

## گزیده فیلم‌شناسی
از فیلم‌ها یا برنامه‌های تلویزیونی که وی در آن نقش داشته‌است می‌توان به آثار زیر اشاره کرد.
- عصر معصومیت (۱۹۹۳)
- دور و دورتر (۱۹۹۲)
- دارما و گرگ (۱۹۹۷–۲۰۰۲ تلویزیونی)
- مهمانی ساحل روانی (۱۹۹۹)
- چشمان کاملاً بسته (۱۹۹۹)
- مردانگی (۲۰۰۳)
- برکلی (۲۰۰۵)
- فقط دفن‌شده (۲۰۰۷)
- ذهن‌های مجرم (۲۰۰۵-تاکنون تلویزیونی)
- دو مرد و نصفی (۲۰۱۱ تلویزیونی)